# 納斯塔西夫卡 (布利茲紐基區)
48°54′45″N 36°31′28″E / 48.91250°N 36.52444°E
納斯塔西夫卡（烏克蘭語：Настасівка）是位於烏克蘭東部的村莊，由哈爾科夫州洛佐瓦區的布利茲紐基市鎮負責管轄。該村始建於1850年，面積0.4平方公里，海拔高度129米，2001年人口164。